# آدم‌ربایی دانش‌آموزان دختر چیبوک

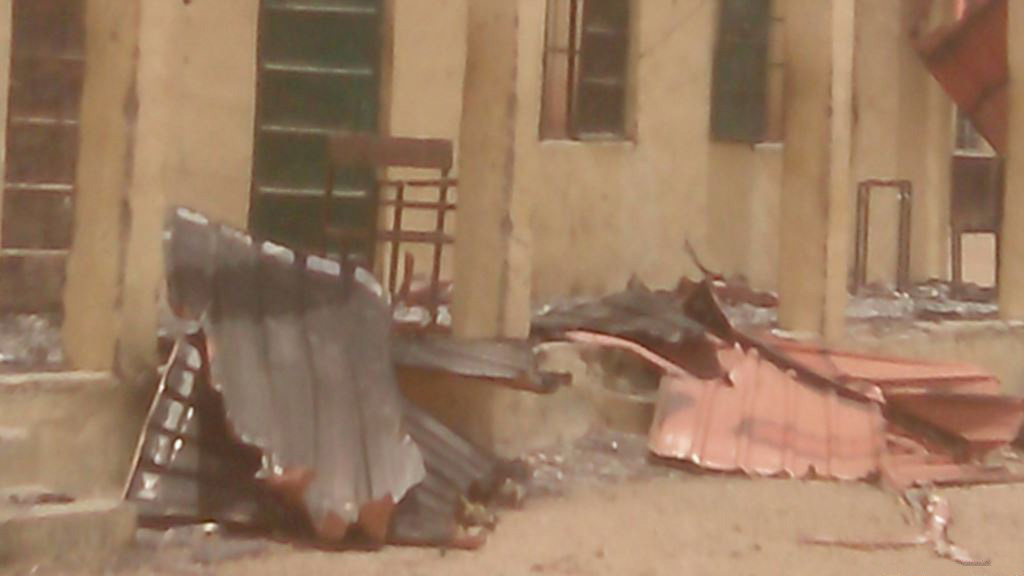

در شب ۱۴–۱۵ آوریل ۲۰۱۴ تعداد ۲۷۶ تن از دختران دانش‌آموز یک مدرسه راهنمایی دولتی در شهرک چیبوک در ایالت بورنو نیجریه ربوده شدند. مسئولیت این آدم‌ربایی را سازمان افراطی تروریستی سلفی بوکو حرام مستقر در شمال نیجریه در بر عهده گرفت. ۵۷ تن از این دختران اقدام به فرار کردند.